# Bura Károly
Bura Károly (Debrecen, 1881. október 21. – Budapest, 1934. június 1.) magyar cigányprímás, zeneszerző. Bura Sándor (1895–1956) cigányprímás bátyja.

## Életpályája
Szülei Bura József és Síró Rozália voltak. Négy éves volt, amikor szüleivel Nagyváradra költöztek. Édesapja sikeres nótaszerző volt, ő volt első tanára, majd a Városi Zenedében képezte tovább magát. 1898-ban megalapította önálló zenekarát Nagyváradon, kis időn belül egyik kedvenc prímása lett a nagyváradi közönségnek; Ady Endre, Bíró Lajos, Juhász Gyula gyakran elidőztek Bura Károly muzsikája mellett. Katonai behívásáig a Bura testvérek nagyzenekarát vezette. 1912-ben feleségül vette Radics Béla legidősebb lányát, Annát, de házasságuk hamar véget ért a feleség korai halálával. Ezt a veszteségét soha nem tudta kiheverni.
1927-ban Budapesten telepedett le, egy évvel később pedig megválasztották a Magyar Cigányzenészek Országos Szövetségének elnökévé. Hamar kivívta a közönség megbecsülését és elismerését. Több alkalommal játszott zenekarával a román király előtt is. A Magyar Rádió és Budapest kedvelt cigányprímásai közé tartozott. Zenéjét nemes egyszerűség és bensőséges előadás jellemezte. Halála után öccse, Bura Géza vette át zenekarát.
Bura Károly mint nótaszerző is sikeres volt, nótáskönyve 1932-ben jelent meg.

## Ismertebb nótái
- Dombon van egy ház (sz: Fényes Lóránd)
- Haragszik az édesanyád (sz: Fényes Lóránd)
- Ne hitegess cudar élet (sz: Fényes Lóránd)
- Nem kell nekem a napsugár (sz: Fényes Lóránd)
- Orgonanyíláskor mindig mosolyogtam, (sz: Vályi Nagy Géza)
- Rózsabokor teteje (sz: Nádor József)
- Sose nyíljon kiskertedben (sz: Nádassy Ernő)
- Volt egy lovam, daruszőrű (sz: Fényes Lóránd)

Sírja Budapesten, a Fiumei úti sírkertben található (11-1/a-19).

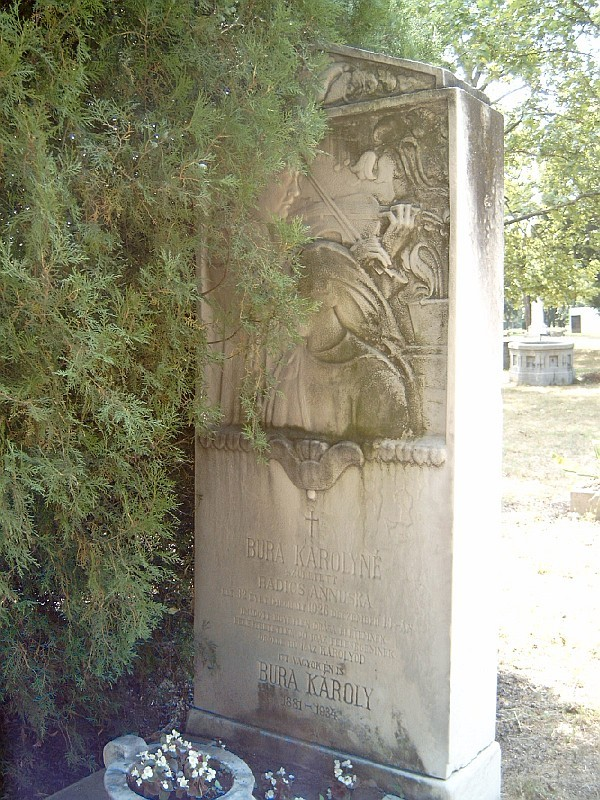
Sírja

## Hang és kép
- Bura Károly czkr: Nem kell nekem napsugár – Jogász csárdás – Dombon van egy ház